# Santa Fe de la Laguna
Santa Fe de la Laguna est une ville de l'État de Michoacán, au Mexique, située à 27 kilomètres de Pátzcuaro et c'est une colonie purépecha qui conserve sa culture et ses coutumes, en fait, il y a dans ses rues des femmes habillées en costume traditionnel autochtone. Les habitants de l'endroit, pour la plupart des potiers, fabriquent des pièces colorées faites à la main avec différentes formes et couleurs. 
Le réalisateur Lee Ulkrich a pris cette petite ville comme base pour créer la ville qui est au centre du film Coco de Disney.
« Nous sommes ici dans le pays rêvé pour les utopies. C’est hors du temps, c’est un peu nulle part. Du reste, c’est le seul endroit au monde où un homme, pas n’importe lequel, Don Vasco de Quiroga, le premier évêque du Michoacán, a réalisé à la lettre l’Utopie de Thomas More, et a mis en application tous ses principes, dans un village au bord du lac Pátzcuaro, à Santa Fe de la Laguna, où il a fondé un couvent-Hopitâl avec des cellules, et réparti la population en phalanstères, et ce qu’il a fait existe encore aujourd’hui » (OURANIA de J.M.G LE CLÉZIO Prix Nobel de littérature)